# Жальгирис-Арена
«Жальгирис-Арена» (лит. Žalgirio Arena) — крупнейшая в странах Балтии крытая многофункциональная арена в городе Каунас.
Арена расположена в центре города, на берегу Немана. Используется для проведения баскетбольных матчей и других видов спорта, а также концертов. Арена является домашней для баскетбольного клуба «Жальгирис».

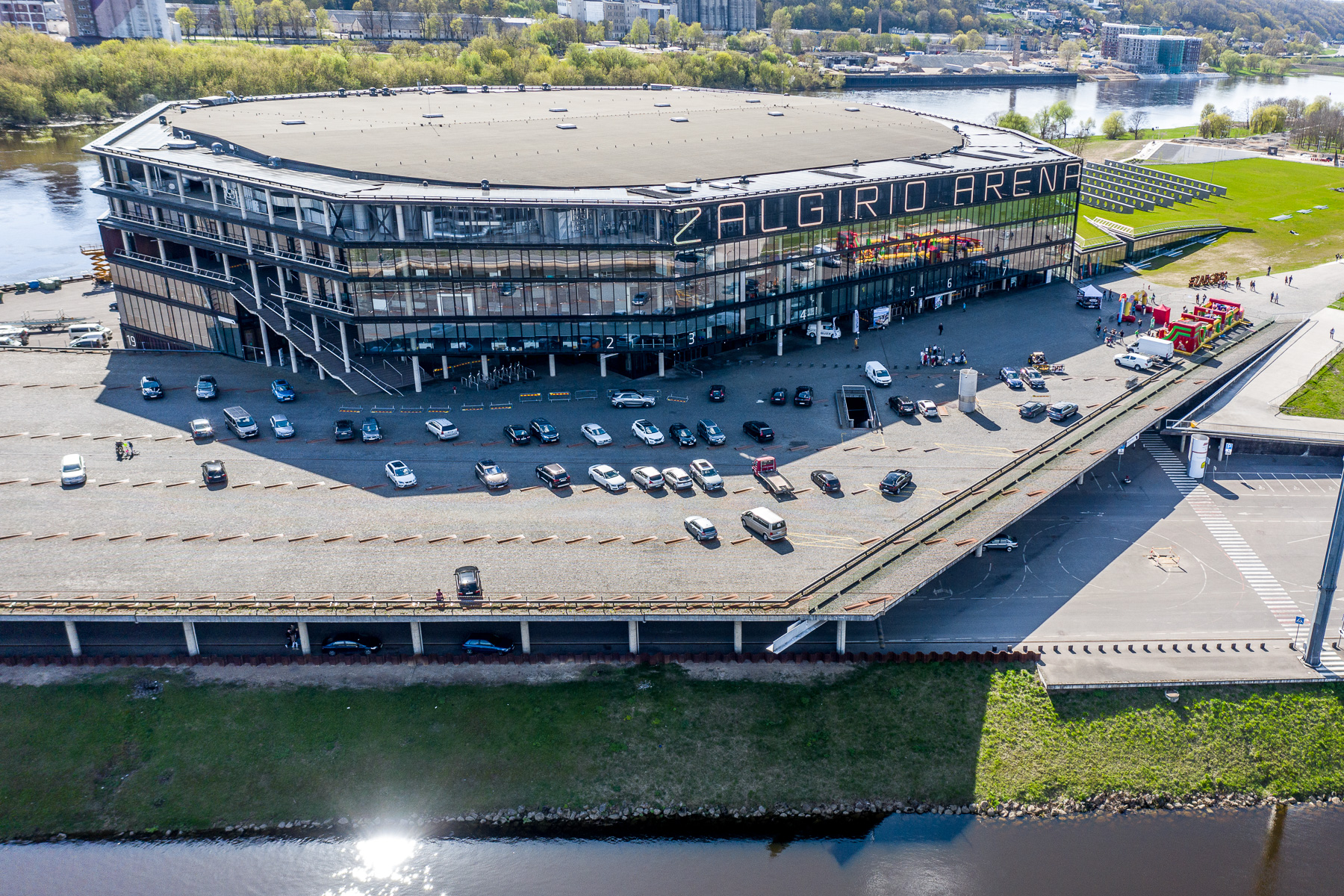
Вид с воздуха на Жальгирис-Арену

## История
Строительство арены началось в сентябре 2008 года, основным подрядчиком арены являлась компания «Vetruna», главный архитектор — Эугениюс Милюнас. Общая стоимость арены оценивается в 168,8 млн. литов (~49 млн. евро).
Официальное открытие арены состоялось 18 августа 2011 года товарищеским баскетбольным матчем между сборными Литвы и Испании.
С 14 по 18 сентября 2011 года на «Жальгирис-Арена» прошли матчи плей-офф 37-го чемпионата Европы по баскетболу.
С 22 по 28 апреля 2018 года на арене прошли матчи дивизиона I группы B чемпионата мира по хоккею.
Осенью 2021 года на «Жальгирис-Арена» прошли матчи Чемпионата мира по мини-футболу 2021.
В январе 2024 года на арене проходил Чемпионат Европы по фигурному катанию 2024.

## Характеристики
- Максимальная вместимость при проведении спортивных мероприятий, зрителей:
  - Баскетбол — 15 442;
  - Волейбол — 13 666;
  - Гандбол — 13 807;
  - Теннис и технические виды спорта — 13 762;
  - Бокс — 15 261;
  - Мини-футбол — 14 110;
- Вместимость при проведении концертов, зрителей:
  - Концерты (в конце сцены — 11 256, в центре сцены — 15 160);
- Общая площадь здания — 39 684,2 м².